# 吉隆猫蛛
吉隆猫蛛（学名：Oxyopes gyirongensis）为猫蛛科猫蛛属的动物。在中国大陆，分布于西藏、新疆等地，主要生活于草丛。该物种的模式产地在西藏。